# ¡Elecciones!
¡Elecciones! es una historieta de la serie Mortadelo y Filemón creada por el historietista español Francisco Ibáñez. Se publicó el 4 de noviembre de 2015.

## Trayectoria editorial
Se publicó en formato álbum, en el número 179 de la publicación Magos del Humor, y en el número 45 de Mestres de l'Humor en noviembre de 2015. Constituye el número 203 de la colección principal "Mortadelo y Filemón".

## Argumento
Todo el personal de la T.I.A., desde el director general hasta el contable, se presenta a las elecciones. El "Súper" comunica que se presenta por el P.P.R.O. ("PEPERO", Partido al Poder Rompiendo Osamentas), Bacterio replica comunicando que lo hace por el C.U.L.O. (Científicos Unidos Liberando el Orbe) y Ofelia es candidata por la F.I.F.A. (Féminas Irrumpimos Fulminando y Arrasando). Por su parte, Mortadelo y Filemón crean el Partido Mortadelista Filemonero Español. Los dos protagonistas intentan primero hacer alianzas, pero no tienen éxito. Después intentan buscar secretos de sus contrincantes, tampoco con mucho éxito. Al final deciden acabar con sus contrincantes, de maneras muy extrañas.